# Шамко В'ячеслав Євгенович
Шамко В'ячеслав Євгенович — український воєначальник, генерал-лейтенант. Начальник штабу — перший заступник командувача Повітряних сил Збройних сил України. Учасник російсько-української війни, що відзначився під час російського вторгнення в Україну в 2022 році. Герой України (2023).

## Життєпис
У 1984 році В'ячеслав Євгенович випустився з Дніпропетровського вищого зенітного ракетного командного училища протиповітряної оборони. Закінчив Харківський військовий університет у 1999 році, Національну академію оборони України в 2006 році.
У 1986 році старший лейтенант Шамко проходив службу в 540-му зенітному ракетному полку (у 4 ракетному дивізіоні С-300). З липня 1999 року по жовтень 2001 року вже полковник Шамко очолював цей полк.
З жовтня 2001 року по 2003 рік В'ячеслав Євгенович служив командиром 96 зенітної ракетної бригади.
Станом на 2012 рік ― заступник командира Повітряного командування «Центр» з бойової підготовки.
З 2012 по 2014 ― начальник штабу - перший заступник командира ПвК «Захід».
На 2014 рік ― начальник центру авіації та протиповітряної оборони — заступник командувача військ з авіації та протиповітряної оборони Оперативного командування «Північ».
У 2015 ― 2016 роках генерал-майор В'ячеслав Шамко командував Повітряним командуванням «Захід».
З 19 липня 2016 року до літа 2017 року В'ячеслав Євгенович формував Повітряне командування «Схід» і був його першим командиром.
У 2017 році генерал-лейтенант Шамко був призначений начальником штабу — першим заступником командувача Повітряних Сил ЗС України.
6 серпня 2023 року Президент Володимир Зеленський вручив «Золоту Зірку» Героя України В'ячеславу Шамку. 
Голова Координаційної ради журналу «Наука і техніка Повітряних Сил Збройних Сил України».

## Звання
- Старший лейтенант (1986)[3]
- Полковник[5][7] (1999)
- Генерал-майор (5 грудня 2014)[7]
- Генерал-лейтенант (23 серпня 2017)[13][19]

## Нагороди
- звання Герой України з врученням ордена «Золота Зірка» (4 серпня 2023) — за особисту мужність, виявлену у захисті державного суверенітету та територіальної цілісності України, самовіддане служіння Українському народу.[20]

- орден Богдана Хмельницького ІІІ ступеня (26 квітня 2022) — за особисту мужність і самовіддані дії, виявлені у захисті державного суверенітету та територіальної цілісності України, вірність військовій присязі.[21]
- орден Богдана Хмельницького ІІ ступеня (05 грудня 2022) — за особисту мужність і самовіддані дії, виявлені у захисті державного суверенітету та територіальної цілісності України, вірність військовій присязі.
- орден Данила Галицького (11 жовтня 2018) — за вагомий особистий внесок у зміцнення обороноздатності Української держави, мужність, самовідданість і високий професіоналізм, виявлені під час бойових дій, зразкове виконання службових обов'язків.[22]
- медаль «За військову службу Україні» (3 грудня 2008) — за вагомий особистий внесок у зміцнення обороноздатності і безпеки України, зразкове виконання військового обов'язку, високий професіоналізм та з нагоди 17-ї річниці Збройних Сил України.[23]